# クラウディヤ・ボヤルスキフ
クラウディヤ・ボヤルスキフ（Klavdiya Sergeyevna Boyarskikh、ロシア語: Кла́вдия Серге́евна Боя́рских、1939年11月11日 - 2009年12月12日)は、ソビエト連邦スヴェルドロフスク州Werchnjaja Pyschma出身のクロスカントリースキー選手。1960年代に活躍した。

## プロフィール
1964年インスブルックオリンピックで5km、10 km、リレーを制し3冠、1966年のノルディックスキー世界選手権（オスロ）では10kmとリレーで金メダルを獲得、5kmでは銀メダルを獲得した。
ホルメンコーレンスキー大会では1965年と1966年に10kmを連覇、1967年には5kmで優勝した。
1968年に現役を引退し、以後はコーチとして後進の指導に当たった。また1970年から故郷エカテリンブルクで彼女の名を冠したKlavdiya Boyarskikhカップクロスカントリースキー大会が開催されている.。
2009年12月12日にエカテリンブルクで死去。